# Erythrina euodiphylla
Erythrina euodiphylla är en ärtväxtart som beskrevs av Justus Carl Hasskarl. Erythrina euodiphylla ingår i släktet Erythrina och familjen ärtväxter. Inga underarter finns listade i Catalogue of Life.